# Madanabhavi, Honnali
Madanabhavi là một làng thuộc tehsil Honnali, huyện Davanagere, bang Karnataka, Ấn Độ.